# نينا أكسلرود
نينا أكسلرود (بالإنجليزية: Nina Axelrod)‏ هي مديرة التصوير ‏ وممثلة أمريكية، ولدت في 28 يوليو 1955 في نيويورك في الولايات المتحدة.

## أعمال

### أفلام
- (1991) المخلوقات 3

## وصلات خارجية
- نينا أكسلرود على موقع IMDb (الإنجليزية)
- نينا أكسلرود على موقع أول موفي (الإنجليزية)
- نينا أكسلرود على موقع قاعدة بيانات الفيلم (الإنجليزية)